# Simmering metróállomás
Simmering egy metróállomás Bécsben a bécsi metró U3-as vonalán.

## Szomszédos állomások
A metróállomáshoz az alábbi állomások vannak a legközelebb:
- Enkplatz

## Átszállási kapcsolatok
| U3 (Ottakring ↔ Simmering) |                          |                             |
| Állomás                    | Átszállási kapcsolatok   | Fontosabb létesítmények     |
| Simmering                  | S80 11, 71 69A, 72A, 73A | Wien Simmering vasútállomás |